# Edmund Zieleniewski
Edmund Jan Kanty Zieleniewski (16. září 1855 Krakov – 22. června 1919 Krakov) byl rakouský podnikatel a politik polské národnosti z Haliče, na počátku 20. století poslanec Říšské rady.

## Biografie
V době svého působení v parlamentu se uvádí jako ředitel továrny v Krakově. Byl členem vlivné podnikatelské rodiny. Jeho otcem byl podnikatel a vynálezce Ludwik Zieleniewski. V průmyslovém podnikání byl činný i jeho syn Edmund Paweł Zieleniewski.
Od roku 1885 byl ředitelem továrny, kterou založil jeho otec. V roce 1913 ji proměnil na akciovou společnost. Zakoupil i strojírenský podnik ve Lvově a vagónku v Sanoku. Vyráběl parní stroje, zařízení pro ropné rafinérie, mlýny, pivovary a pily, dále vagóny nebo mostní konstrukce.
Působil také coby poslanec Říšské rady (celostátního parlamentu Předlitavska), kam usedl ve volbách do Říšské rady roku 1907, konaných poprvé podle všeobecného a rovného volebního práva. Byl zvolen za obvod Halič 10. Mandát obhájil ve volbách do Říšské rady roku 1911, nyní za obvod Halič 35.
V roce 1907 byl uváděn jako člen Národně demokratické strany, která byla ideologicky napojena na politický směr Endecja. Podle jiného dobového zdroje jako demokrat (Polskie Stronnictwo Demokratyczne). V dalším zdroji byl označován za konzervativce. Po volbách roku 1907 i 1911 byl na Říšské radě členem poslaneckého Polského klubu. Byl místopředsedou parlamentního Polského klubu.
V roce 1914 se stal členem Vrchního národního výboru (Naczelny Komitet Narodowy).